# M-13 (Pakistan)

De M-13 (Urdu: موٹروے 13 ) of Kharian-Rawalpindi Motorway is een autosnelweg in aanleg in Pakistan. De M-13 wordt 117 kilometer lang en verbindt de M-12 in Kharian met Rawalpindi. De aanleg begon in 2022.
M-1 ·
M-2 ·
M-3 ·
M-4 ·
M-5 ·
M-6 ·
M-7 ·
M-8 ·
M-9 ·
M-10 ·
M-11 ·
M-12 ·
M-13 ·
M-14 ·
M-15 ·
M-16 ·
L-20